# Malthonica pasquinii
Malthonica pasquinii là một loài nhện trong họ Agelenidae.
Loài này thuộc chi Malthonica. Malthonica pasquinii được Paolo Marcello Brignoli miêu tả năm 1978.